# Вольное (Крымский сельский совет)
Во́льное (до 1948 года Аи́ш; укр. Вільне, крымскотат. Ayış, Айыш) — исчезнувшее село в Сакском районе Республики Крым (согласно административно-территориальному делению Украины — Автономной Республики Крым), располагавшееся на юге района, в степной части Крыма, в долине небольшой реки Тобе-Чокрак, примерно в 3,5 километрах восточнее современного села Ивановка.

### Динамика численности населения
| - 1806 год — 128 чел. - 1864 год — 36 чел. - 1889 год — 122 чел. - 1892 год — 24 чел. | - 1900 год — 106 чел. - 1915 год — 28/84 чел. - 1926 год — 155 чел. |

## История
Первое документальное упоминание села встречается в Камеральном Описании Крыма… 1784 года, судя по которому, в последний период Крымского ханства Абеш входил в Бахчисарайский кадылык Бахчисарайского каймаканства. После присоединения Крыма к России (8) 19 апреля 1783 года, (8) 19 февраля 1784 года, именным указом Екатерины II сенату, на территории бывшего Крымского Ханства была образована Таврическая область и деревня была приписана к Евпаторийскому уезду. После Павловских реформ, с 1796 по 1802 год, входила в Акмечетский уезд Новороссийской губернии. По новому административному делению, после создания 8 (20) октября 1802 года Таврической губернии, Аиш был включён в состав Тулатской волости Евпаторийского уезда.
По Ведомости о волостях и селениях, в Евпаторийском уезде с показанием числа дворов и душ… от 19 апреля 1806 года в деревне Аиш числилось 26 дворов и 128 жителей — все крымские татары. На военно-топографической карте генерал-майора Мухина 1817 года деревня Аиш обозначена с 20 дворами. После реформы волостного деления 1829 года Аиш, согласно «Ведомости о казённых волостях Таврической губернии 1829 года», отнесли к Темешской волости (переименованной из Тулатской). На карте 1836 года в деревне 32 двора, как и на карте 1842 года.
В 1860-х годах, после земской реформы Александра II, деревню приписали к Сакской волости. Согласно «Памятной книжке Таврической губернии за 1867 год», деревня Аиш была покинута жителями в 1860—1864 годах, в результате эмиграции крымских татар, особенно массовой после Крымской войны 1853—1856 годов, в Турцию, но позднее была вновь заселена татарами. В «Списке населённых мест Таврической губернии по сведениям 1864 года», составленном по результатам VIII ревизии 1864 года, Аиш — владельческая татарская деревня, с 5 дворами, 36 жителями и мечетью при колодцахъ. По обследованиям профессора А. Н. Козловского 1867 года, глубина колодцев в деревне составляла 2—3 сажени (4—6 м), вода в них «большею частию» пресная, кроме того имелись многочисленные родники. На трехверстовой карте 1865—1876 года в деревне Аиш 9 дворов В «Памятной книге Таврической губернии 1889 года», включившей результаты Х ревизии 1887 года, записан Аиш с 25 дворами и 122 жителями. На верстовой карте 1890 года в деревне обозначено 24 двора с татарско-русским населением. Согласно «…Памятной книжке Таврической губернии на 1892 год», в деревне Аиш, входившей в Юхары-Джаминское сельское общество, числилось 24 жителя в 4 домохозяйствах.
Земская реформа 1890-х годов в Евпаторийском уезде прошла после 1892 года; в результате Аиш приписали к Камбарской волости. По «…Памятной книжке Таврической губернии на 1900 год» в деревне числилось 106 жителей в 20 дворах и на почтовой станции Аиш 23 человека в 1 дворе. По Статистическому справочнику Таврической губернии. Ч.II-я. Статистический очерк, выпуск пятый Евпаторийский уезд, 1915 год, в деревне Аиш Камбарской волости Евпаторийского уезда числилось 22 двора со смешанным населением в количестве 28 человек приписных жителей и 84 — «посторонних», из которых 62 мужчины и 50 женщин. Жители земли не имели, 1 двор владел 1500 десятинами удобий, 21 двор — безземельные. В хозяйствах имелось 100 лошадей, 22 вола, 33 коровы и 10 голов мелкого скота. Также числились 2 одноимённых имения (Шнейдера В. И. и Шнейдера С. И., с населением 20 и 8 человек соответственно. Согласно списку 1915 года «…русских подданных из австрийских, венгерских или германских выходцев» землевладельцев, опубликованном в газете «Таврические губернские ведомости» в апреле 1915 года, в деревне Аиш значился Шнайдер Венделин Вендалинов, владевший 1275 десятинами 1200 квадратными саженями земли.
После установления в Крыму Советской власти, по постановлению Крымревкома от 8 января 1921 года была упразднена волостная система и село включили в состав вновь созданного Подгородне-Петровского района Симферопольского уезда, а в 1922 году уезды получили название округов. 11 октября 1923 года, согласно постановлению ВЦИК, в административное деление Крымской АССР были внесены изменения, в результате которых был ликвидирован Подгородне-Петровский район и образован Симферопольский и село включили в его состав. Согласно Списку населённых пунктов Крымской АССР по Всесоюзной переписи 17 декабря 1926 года, в селе Аиш, Ибраим-Байского сельсовета Симферопольского района, числилось 37 дворов, все крестьянские, население составляло 155 человек, из них 102 татарина, 47 немцев, 5 русских, 1 записан в графе «прочие», действовала татарская школа. Постановлением Президиума КрымЦИКа «Об образовании новой административной территориальной сети Крымской АССР» от 26 января 1935 года был создан Сакский район село включили в его состав. Вскоре после начала Великой Отечественной войны, 18 августа 1941 года крымские немцы были выселены — сначала в Ставропольский край, а затем в Сибирь и северный Казахстан.
В 1944 году, после освобождения Крыма от фашистов, согласно Постановлению ГКО № 5859 от 11 мая 1944 года, 18 мая крымские татары из села также были депортированы в Среднюю Азию. 12 августа 1944 года было принято постановление № ГОКО-6372с «О переселении колхозников в районы Крыма», по которому в район из Курской и Тамбовской областей РСФСР в район переселялись 8100 колхозников, а в начале 1950-х годов последовала вторая волна переселенцев из различных областей Украины. С 25 июня 1946 года Аиш в составе Крымской области РСФСР. Указом Президиума Верховного Совета РСФСР от 18 мая 1948 года Аиш переименовали в Вольное. 26 апреля 1954 года Крымская область была передана из состава РСФСР в состав УССР. Ликвидировано к 1960 году, поскольку на эту дату селение в списках уже не значилось (согласно справочнику «Крымская область. Административно-территориальное деление на 1 января 1968 года» — с 1954 по 1968 годы, как село Крымского сельсовета, время переподчинения которому пока не установлено).